# پراندورف
پراندورف (به آلمانی: Parndorf) یک Landgemeinde و شهرستان اتریش در اتریش است که در Neusiedl am See District واقع شده‌است.

## خصوصیات
پراندورف ۳٬۷۴۱ نفر جمعیت دارد.

## خواهرخوانده
شهر سنی خواهرخواندهٔ پراندورف هست.